# 芥菜
芥菜（学名：Brassica juncea）又名刈菜、大菜、大芥、芥子，是十字花科蕓薹屬一年生草本植物。研究發現芥菜最早起源於西亞，向東傳播後，又在中國北部馴化出根芥、在中亞南部/南亞北部馴化出籽用芥菜、在中國南部馴化出葉用芥菜和莖用芥菜。
在中國大陸，芥菜有雪里蕻、榨菜、芥菜疙瘩等多個品种，均被廣泛栽培利用。不同品種的芥菜或可作為新鮮時蔬，或可醃製為鹹菜以供食用。芥菜籽則可被磨碎用以製作芥末，或榨取芥子油。
台灣閩南語常寫成諧音的「刈菜」，而華南方言以及台灣客家話則稱為「大菜」。一般來說，台灣中北部閩南人的過年口中所謂的長年菜是芥菜，但是台灣南部閩南人是帶根的菠菜。而南部客家人跟中北部客家人長年菜一樣是芥菜，應該與客家人善於用芥菜製作各種鹹菜有關。客家人以芥菜做成酸菜（台灣閩南語、客語皆稱「鹹菜」，有乾溼之分）、福菜（客語稱覆菜）、梅乾菜（客語稱鹹菜乾）。芥菜雞湯是一道延伸出的臺灣菜料理。台灣在過去農業社會時期，長工會利用農田休耕時期向地主租借農田來種植芥菜，而芥菜收成時恰逢過年，因此稱為返鄉團圓食用的菜色。客家人生活在丘陵，為了保存食物，會用醃漬等方式保存多餘的芥菜。

## 芥菜的变种
芥菜分为三大变种：叶用芥菜、根用芥菜、茎用芥菜，尚有少数为薹用芥菜。
- 抱子芥（B. j. var. gemminfera），俗称“儿菜”。
- 子芥菜 Brassica juncea var. gracilis Tsen et Lee：别名辣油菜、种子含有硫代葡萄糖苷、烯丙基异硫氰酸盐、羟苄基异硫氰酸盐、具有刺激舌头和鼻窦的辛辣味、用它来生产芥末、芥末油、咖喱粉等香辛料。
- 榨菜 Brassica juncea var. tsatsai Mao：茎瘤芥、青菜头（茎用芥菜）
- 叶用芥菜 Brassica juncea var. foliosa Bailey：其中盖菜（又叫芥菜），叶面多皱纹，可使用，是叶用芥菜的典型
- 皺葉芥菜 Brassica juncea var. crispifolia Bailey
- 雪里蕻、雪裡紅 Brassica juncea var. multiceps Tsen & S. H. Lee
- 根用芥菜 Brassica juncea var. megarrhiza Tsen et Lee：大头菜、芥菜疙瘩
- 油芥菜 Brassica juncea var. gracilis
- 大葉芥菜 Brassica juncea var. foliosa
- 多裂葉芥 Brassica juncea var. multisecta
- 山葵菜 Brassica junicea var. 'wasabina'[6]

其它同名但不同种的蔬菜：
- 黑芥菜 Brassica nigra
- 白芥菜 Sinapis alba

## 營養成分
芥菜富含各類營養物質，包括糖苷类、黄酮类、酚类化合物、甾醇类和三萜醇类、蛋白质和碳水化合物。此外，芥菜也能為人類提供各類維生素和礦物質。

## 食用價值
食用芥菜有助於改善消化，也有助於脂肪的代謝，降低膽固醇水平，保持心血管健康。

## 植物修復
芥菜可有效富集土壤中的重金屬元素（例如：鉛），因此人們可以通過大面積種植芥菜修復被污染的土地。

## 图集

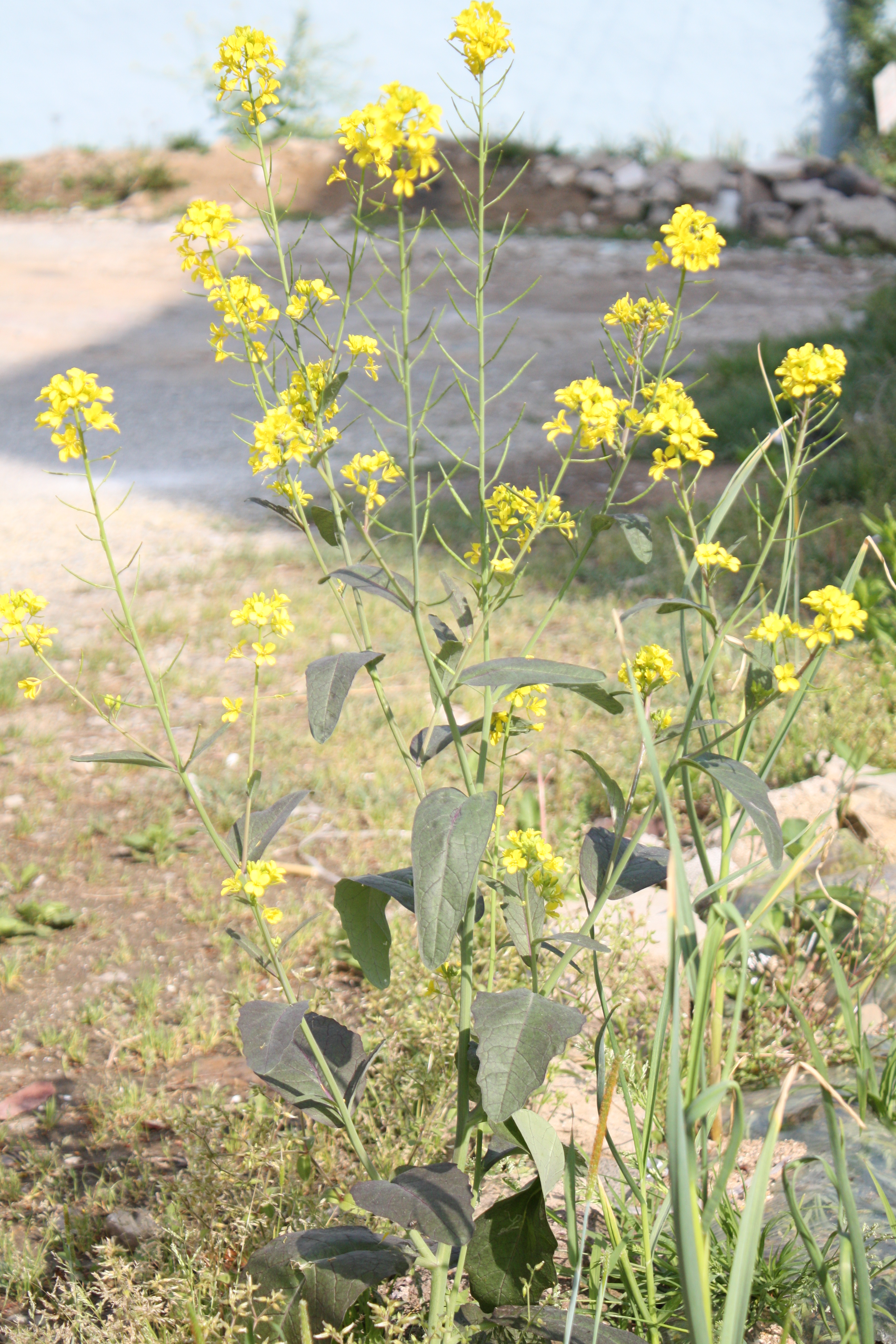
植株
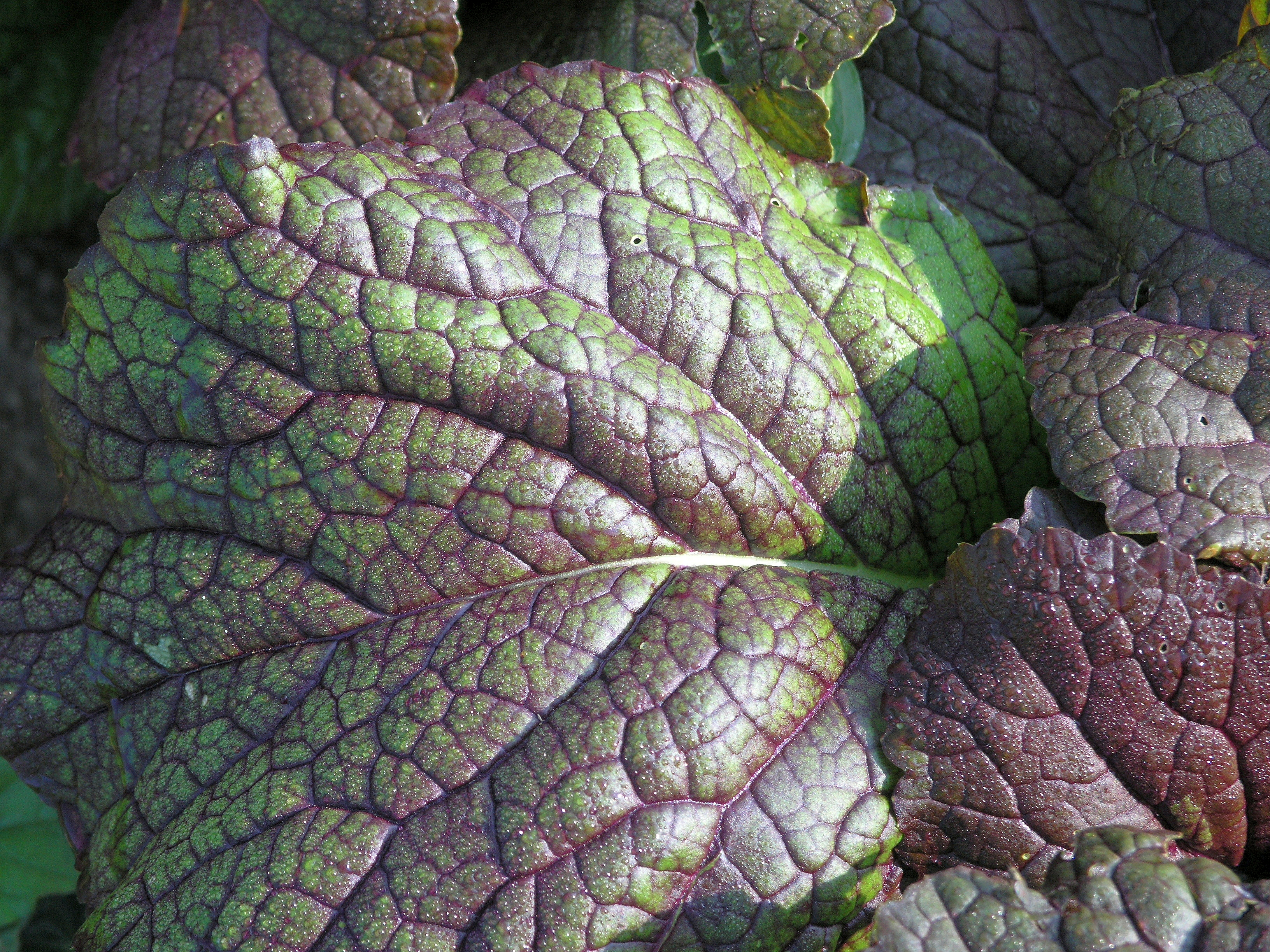
葉
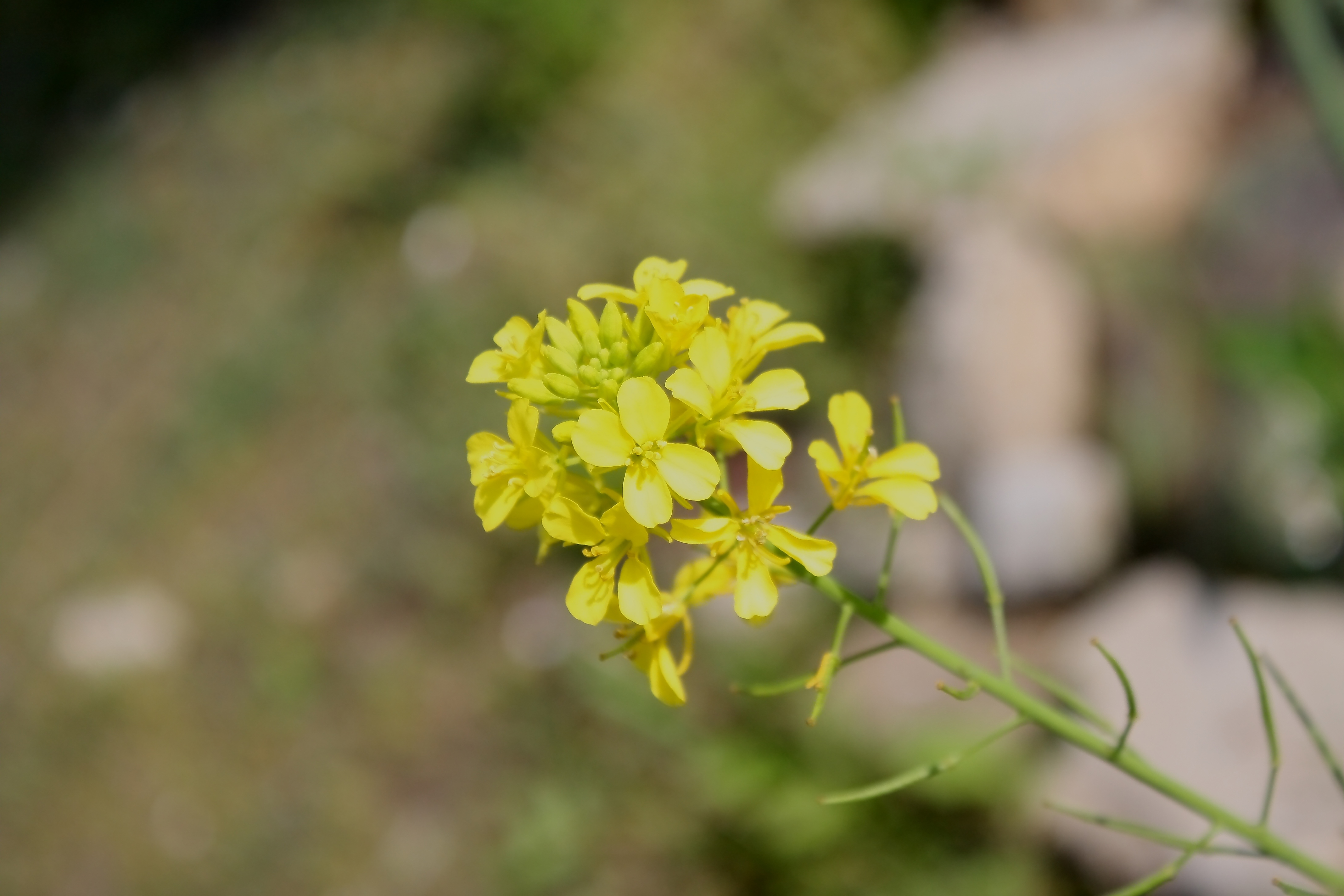
花
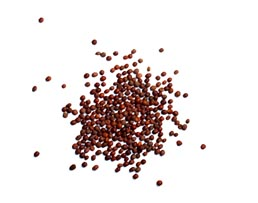
種子
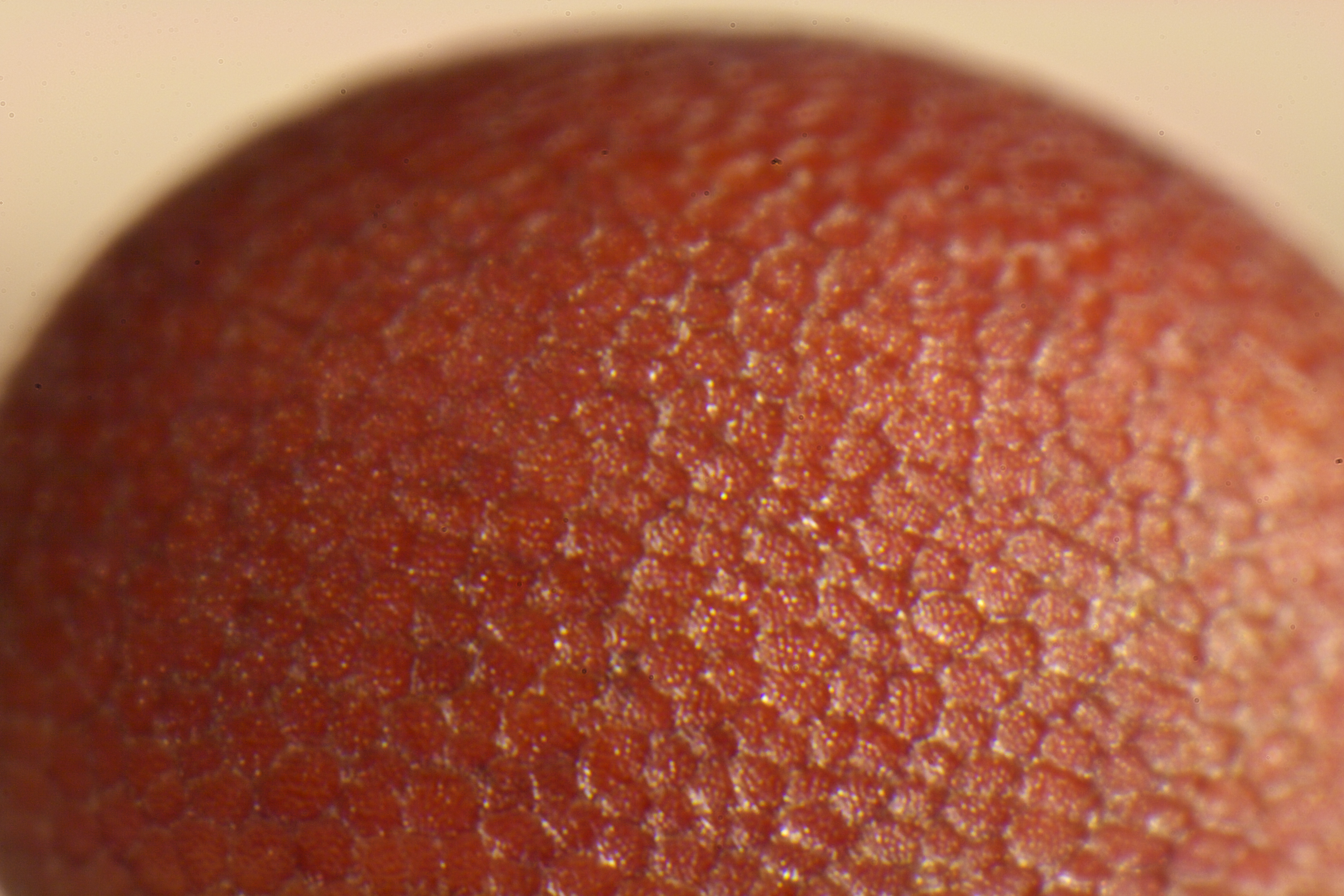
種子近觀
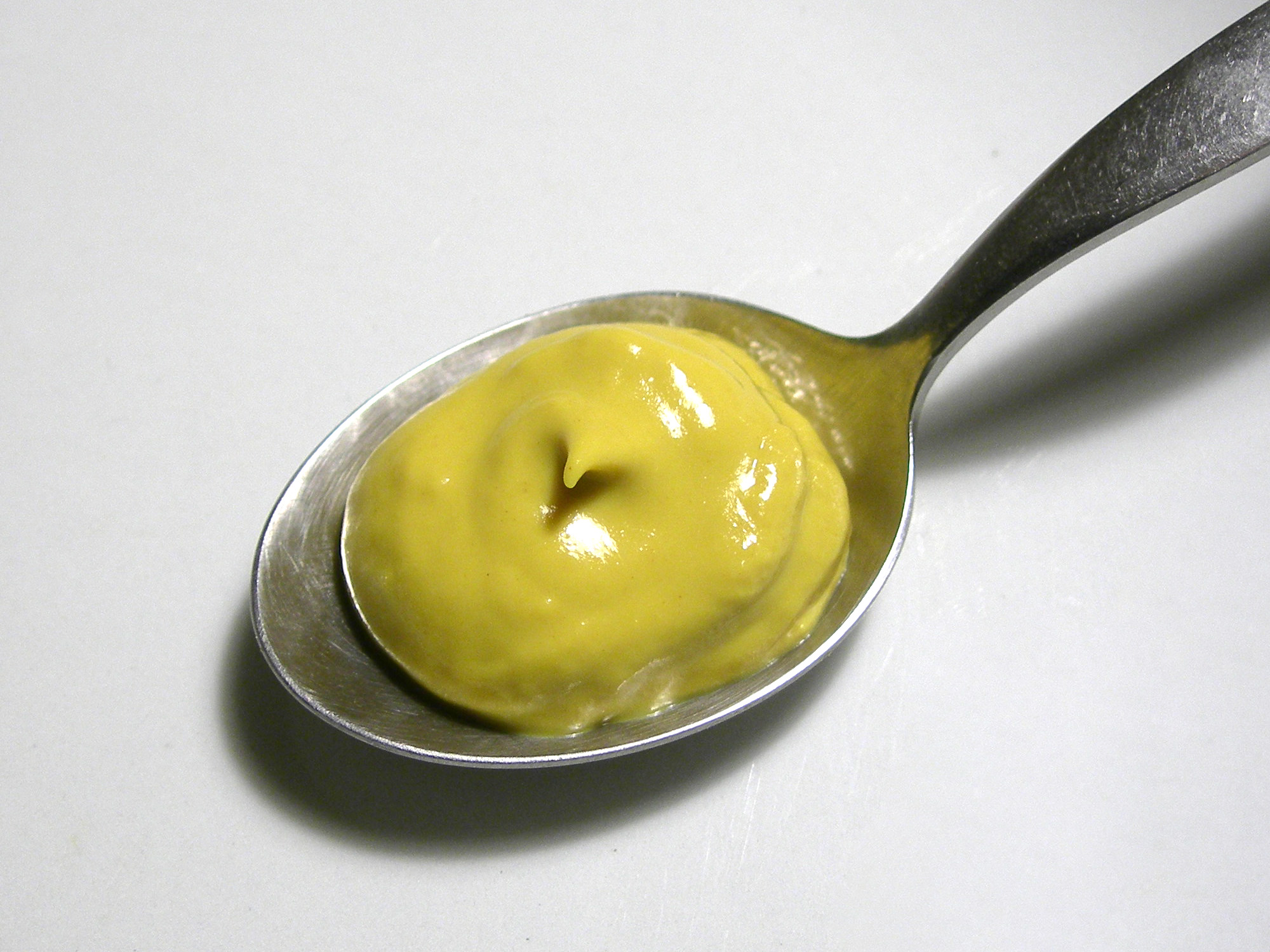
芥末醬

## 歇後語
- 六月芥菜──假有心
- 十月芥菜──起心（形容少女懷春）
- 十二月芥菜──有心